# Aerangis confusa
Aerangis confusa é uma espécie de orquídea monopodial epífita, família Orchidaceae, que habita o Quenia e Tanzânia.